# 牛津大學格林坦普頓學院
格林坦普頓學院（英語：Green Templeton College）是英國牛津大學的學院之一，是大學中最年輕的學院，成立於2008年10月1日，由牛津大學格林學院和牛津大學坦普頓學院合併而成。
格林坦普顿学院只招收研究生，学院设有单独的公共活动室供学院学生与教员之间交流。学院主要招收社会科学，医学、管理学以及生命科学专业的学生。学院坐落于原格林学院校址北牛津伍德斯托克路（Woodstock Road），学院的中心是创建于18世纪的雷德克里夫天文台,
学院与英属哥伦比亚大学格林学院有正式交流关系，这两所学院的名字都是为了纪念塞西尔·霍华德·格林爵士。

## 歷史
尽管就牛津大学的历史而言，格林学院以及坦普顿学院都是相对比较年轻的学院，但这两所学院都有他们各自的历史和文化。

### 格林學院
牛津大学格林学院创建于1979年，是当时牛津大学最年轻的学院。学院的名字取自德州仪器的创始人塞西尔·霍华德·格林爵士和他的夫人依达·格林博士。这也是世界范围内由他们所捐款创建的三所格林学院之一（另外两所分别是英属哥伦比亚大学格林学院以及德克萨斯州大学达拉斯分校）。
格林学院专注于人类福祉。因此，当时的学院的主要学术方向为医学。但与之相关的学科，诸如教育，环境以及社会科学也被囊或在内。在当时，30%的学生来自于医学专业，20%的学生参与了研究生医学研究。另外一半的学生则来自于社会科学以及环境、教育专业。

### 坦普頓學院
塔普頓學院前身是牛津管理研究中心（Oxford Centre for Management Studies），后由約翰·坦伯頓爵士捐款擴建，因此改名紀念，主要教授管理學。坦伯顿爵士希望以此来提升英国管理学的水平。此次捐款也是英国历史上最大一笔教育捐款之一。
坦普顿学院专注于个人的长足发展以及培养管理及政策科学领域的领军人才。
校址在肯寧頓村附近，建築本身完成于1969年，1999年成為登錄建築。

### 紋章
格林坦普顿学院的徽章结合了格林学院和坦普顿学院徽章的元素，融入了两所学院的文化与灵魂。
徽章主体由盾牌构成。盾牌上绘有阿斯克勒庇俄斯之杖和鹦鹉螺。阿斯克勒庇俄斯之杖是格林学院的元素，代表了医学。鹦鹉螺则是坦普顿学院的元素，代表了进化与创新。

## 圖集
- 學院中的雷德克里夫天文臺
- 觀察室
- 花園
- Lankester Quad

## 外部連結
- Green Templeton College website （页面存档备份，存于）
- Green Templeton Boat Club Website （页面存档备份，存于）